# ترافيس وود
ترافيس وود (بالإنجليزية: Travis Wood)‏ هو لاعب كرة قاعدة أمريكي، ولد في 6 فبراير 1987 في ليتل روك في الولايات المتحدة.

## وصلات خارجية
- ترافيس وود على موقع دوري كرة القاعدة الرئيسي (الإنجليزية)
- ترافيس وود على موقعبيزبول رفرنس.كوم (الدوري الرئيسي) (الإنجليزية)
- ترافيس وود على موقعبيزبول رفرنس.كوم (الدوري الثانوي) (الإنجليزية)
- ترافيس وود على موقع إي إس بي إن.كوم (أم.أل.بي) (الإنجليزية)
- ترافيس وود على موقع مشجعي الرسوم البيانية (الإنجليزية)